# El rostro de la venganza
The Face Of Destiny è una serie televisiva statunitense, trasmessa dal 2012 al 2013 su NBC e ha come protagonisti Maritza Rodríguez, David Chocarro, Elizabeth Gutierrez e Saúl Lisazo.
Racconta la storia di Diego Carrasco Mercader che viene rilasciato dalla galera dopo aver scontato la sua pena per aver commesso un crimine di cui non si ricorda e assume un altro nome, Martín Méndez, dato con l'aiuto dei suoi psicologi Antonia Villarroel e Ezequiel Alvarado. In seguito Antonia e Diego inizieranno una relazione e i due cercano di scoprire cosa è successo venti anni prima.
La serie è stata annunciata a maggio 2012 con la pubblicazione di un episodio pilota, ma già un mese prima lo scrittore della serie, Sebastián Arrau, ha confermato che sarà un "thriller emotivamente carico".